# الحادقة
قرية الحادقة هي إحدى القرى التابعة لمركز الفيوم في محافظة الفيوم في جمهورية مصر العربية. حسب إحصاءات سنة 2006، بلغ إجمالي السكان في الحادقة 10321 نسمة، منهم 5462 رجل و4859 امرأة.